# Marco Antonio García y Suárez
Marco Antonio García y Suárez (* 14. Februar 1899 in Terrabona; † 15. Juli 1972) war ein nicaraguanischer römisch-katholischer Geistlicher und Bischof von Granada.

## Leben
Marco Antonio García y Suárez empfing am 2. April 1922 das Sakrament der Priesterweihe.
Am 17. März 1953 ernannte ihn Papst Pius XII. zum Bischof von Granada. Der Apostolische Nuntius in Nicaragua, Erzbischof Antonio Taffi, spendete ihm am 19. März desselben Jahres die Bischofsweihe; Mitkonsekratoren waren der Erzbischof von Managua, Vicente Alejandro González y Robleto, und der Bischof von León en Nicaragua, Isidro Augusto Oviedo y Reyes. García y Suárez nahm an der ersten und zweiten Sitzungsperiode des Zweiten Vatikanischen Konzils teil.
Am 14. Juli 1972 nahm Papst Paul VI. das von Marco Antonio García y Suárez vorgebrachte Rücktrittsgesuch an.